# Paruline citrine
Myiothlypis luteoviridis
Espèce
Répartition géographique
Statut de conservation UICN

 LC  : Préoccupation mineure
La Paruline citrine (Myiothlypis luteoviridis, anciennement Basileuterus luteoviridis) est une espèce de passereaux de la famille des Parulidae.

## Répartition
On la trouve en Bolivie, Colombie, Équateur, Pérou et Venezuela.

## Habitat
Elle habite les forêts humides tropicales et subtropicales en montagne.

## Liste des sous-espèces
Selon NCBI (15 mars 2011), cet oiseau est représenté par trois sous-espèces :
- Masileuterus luteoviridis euophrys ;
- Masileuterus luteoviridis luteoviridis ;
- Masileuterus luteoviridis striaticeps.